# Rață cu spate alb
Rața cu spatele alb (Aythya valisineria) este o specie de rață scufundătoare, cea mai mare din America de Nord.

## Taxonomie
Naturalistul scoțiano-american Alexander Wilson a descris rața cu spatele alb în 1814. Numele genului este derivat din grecescul aithuia, o pasăre de mare neidentificată, menționată de autori, inclusiv Hesychius și Aristotel. Numele speciei valisineria provine de la țelina sălbatică Vallisneria americana, ai cărei muguri și rizomi de iarnă sunt hrana preferată ai raței cu spatele alb în perioada de neîmperechere. Genul de țelină este denumit după botanistul italian din secolul al XVII-lea Antonio Vallisneri.

## Descriere
Are o lungime de 48-56 cm și o greutate de 0,862-1,600 kg, cu o anvergură a aripilor de 79-89 cm. Este cea mai mare specie din genul Aythya, fiind similară ca mărime cu rața sălbatică, dar cu o constituție mai grea și mai compactă decât aceasta. 191 de masculi care au iernat în vestul statului New York au avut o greutate medie de 1,252 kg, iar 54 de femele au avut o greutate medie de 1,154 kg.
Rața cu spatele alb seamănă cu rața cu cap castaniu dar diferă prin talia mai mare și corpul mai deschis, alb-mătăsos, și prin ciocul complet negru, lung și cu vârful conic. Capul și gâtul sunt roșu-castaniu, pieptul negru, spatele cenușiu și coada brun-negricioasă.

## Bucătărie
Rațele cu spatele alb erau o mâncare de vânat deosebit de prestigioasă în America de la mijlocul secolului al XIX-lea. Erau rareori prezente în meniurile de zi cu zi și erau adesea prezentate la banchete. Acestea proveneau în general din Maryland și din Golful Chesapeake, iar aroma lor era atribuită dietei lor cu țelină sălbatică. Până la sfârșitul secolului, însă, acestea au devenit „rare, scumpe sau imposibil de obținut”.
Edith Wharton se referă la rața cu spate alb cu sos de coacăze negre ca la o cină deosebit de luxoasă servită în New York City în anii 1870. Rața cu spate alb, alături de broascî șestoasă à la Maryland, al meniului elegant „Maryland Feast”, un „standard de elită... care a durat decenii”.

## Conservare
Populațiile au fluctuat mult. Nivelurile scăzute din anii '80 au făcut ca această specie să fie inclusă pe listele de specii de interes deosebit, dar numărul exemplarelor a crescut foarte mult în anii '90. Specia este deosebit de vulnerabilă la secetă și la drenarea zonelor umede din preeriile Americii de Nord.
Multe specii de rațe, printre care și rața cu spate alb, sunt mari migratoare, dar sunt conservate în mod eficient prin protejarea locurilor în care își fac cuiburile, chiar dacă pot fi vânate departe de locurile lor de reproducere.

## Galerie

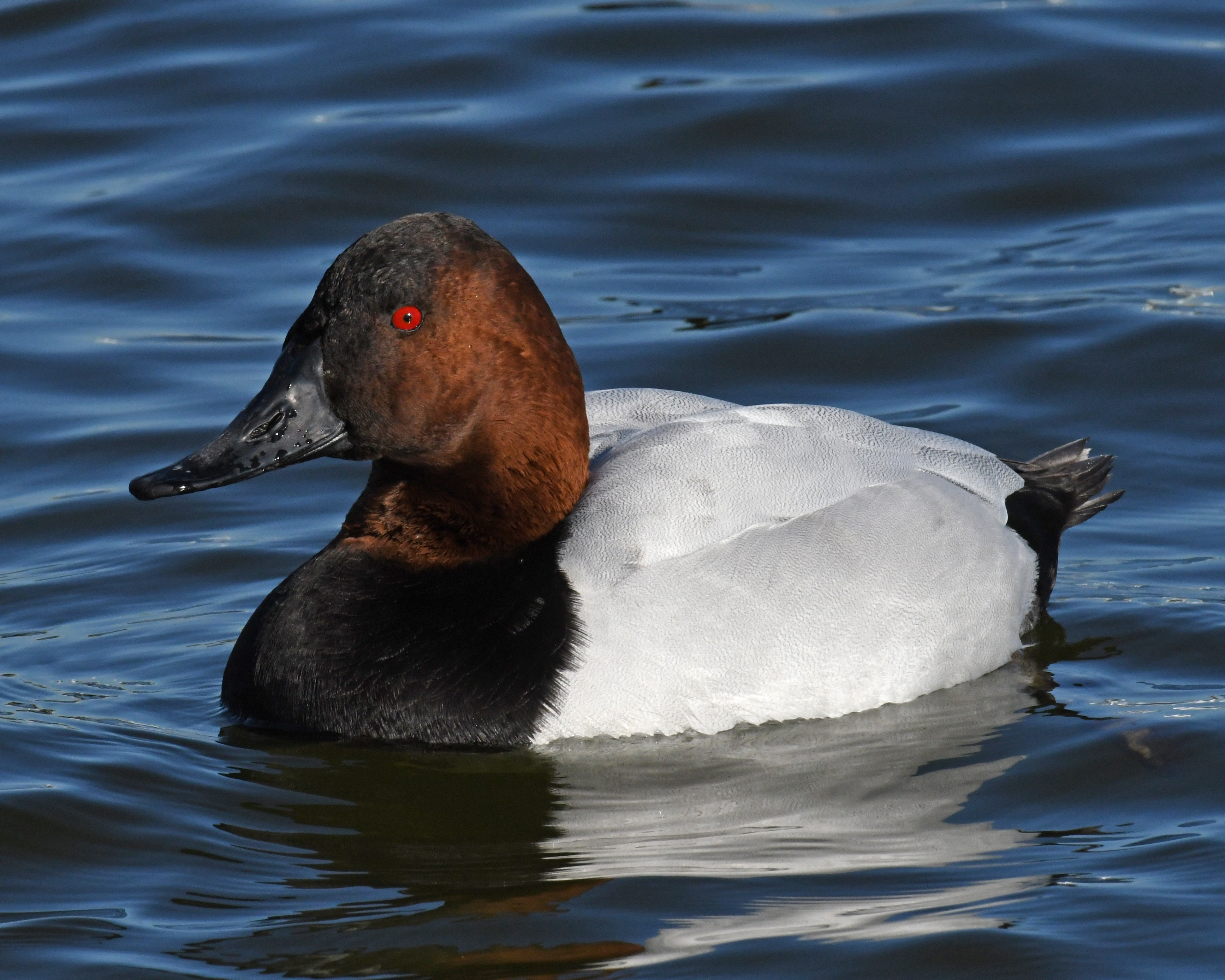
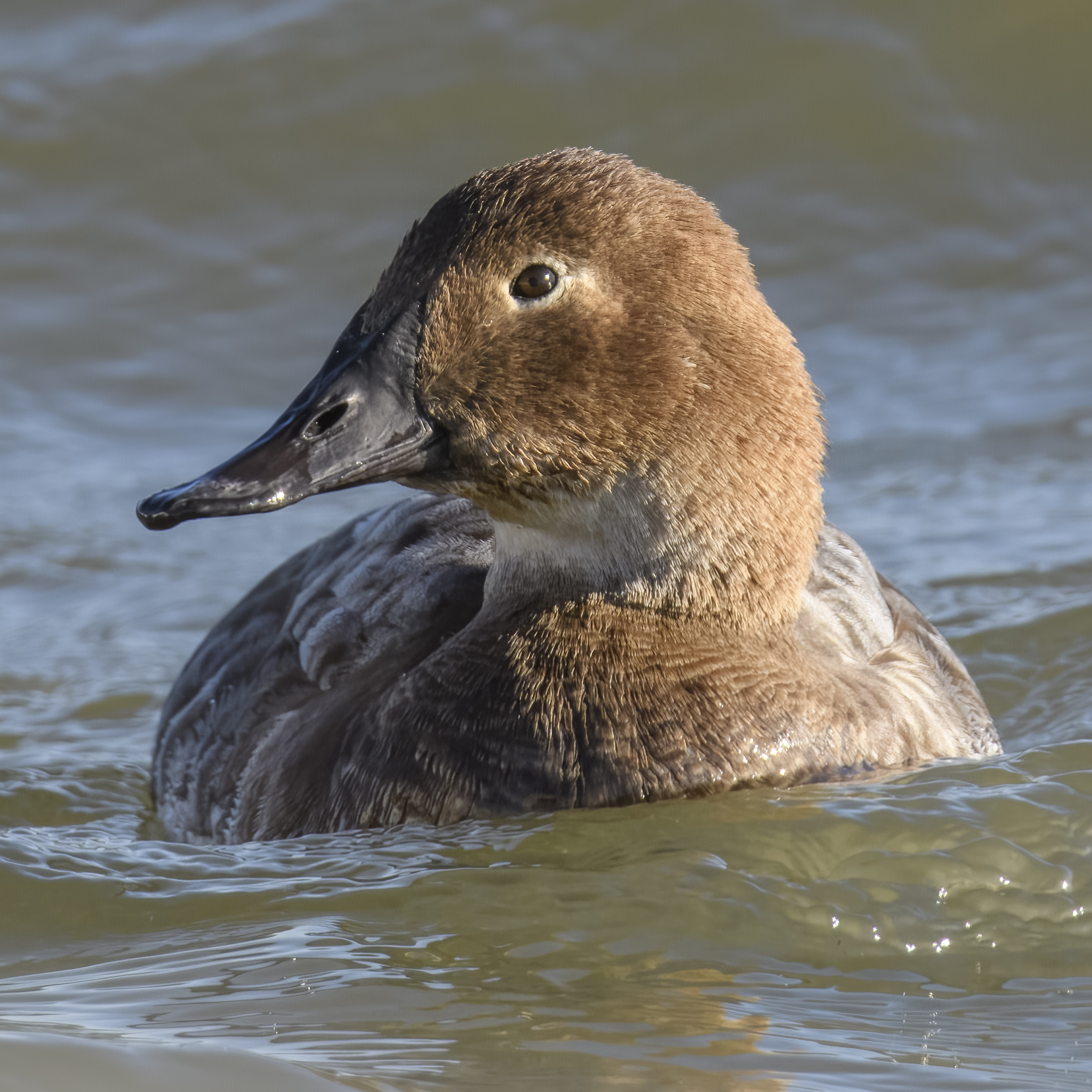
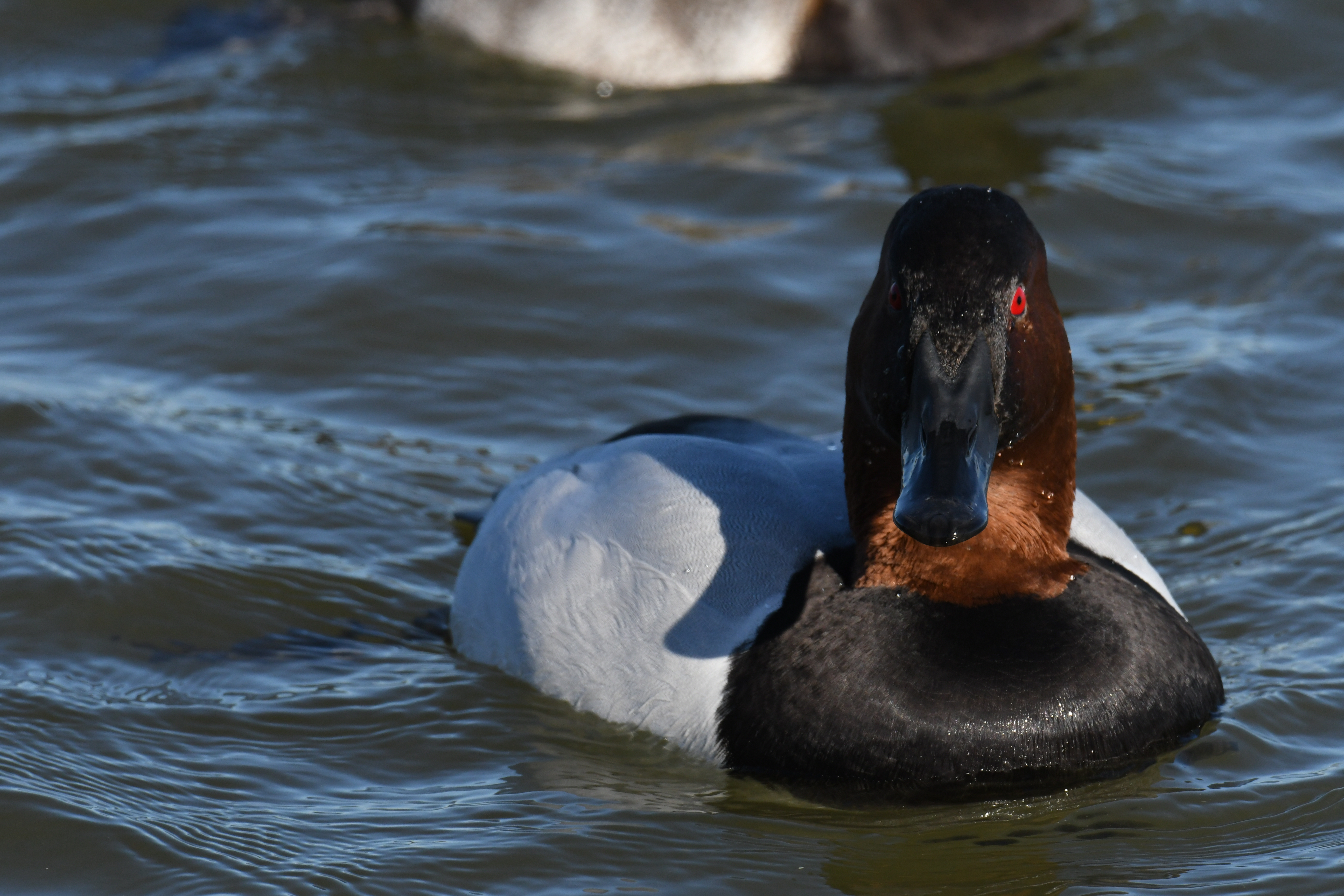
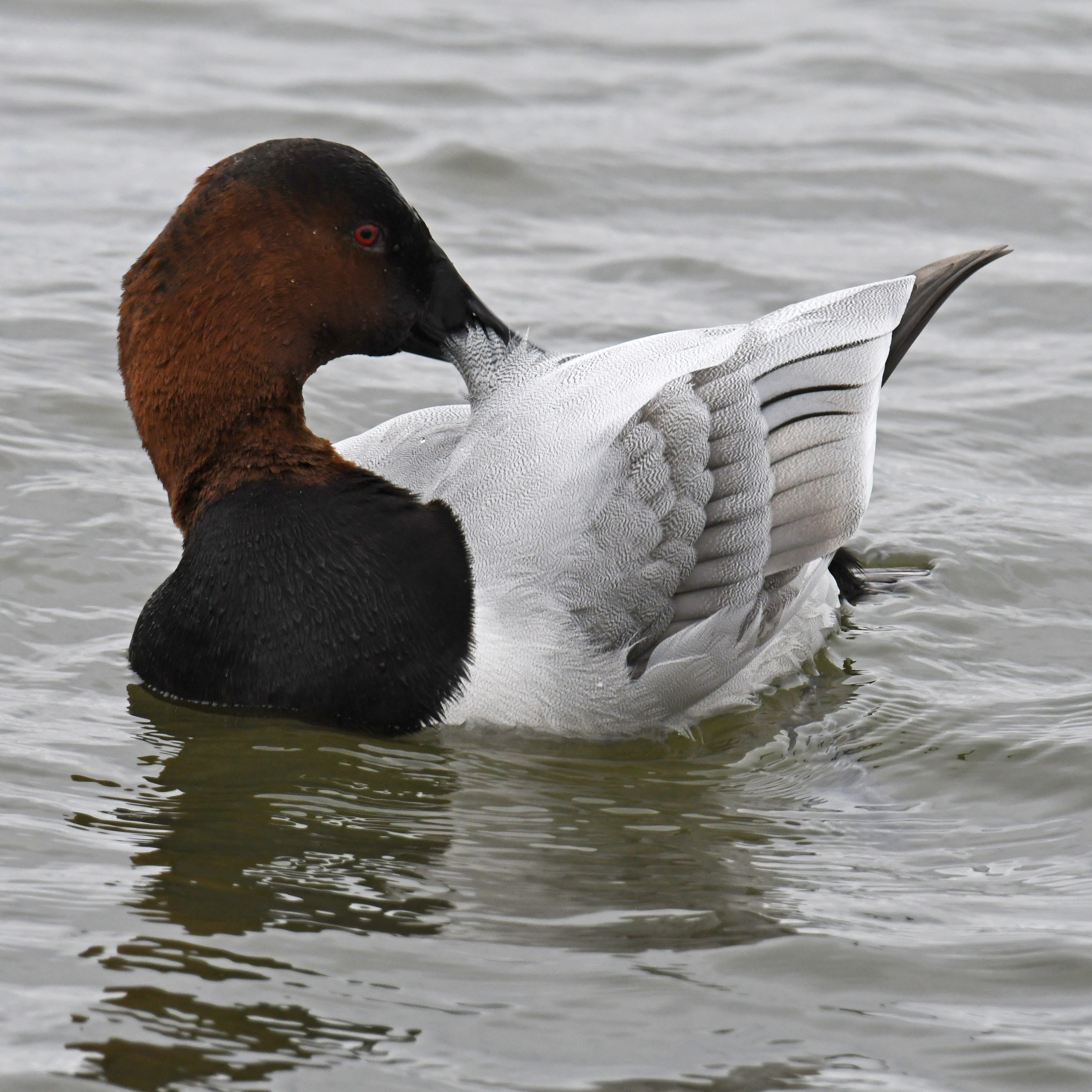
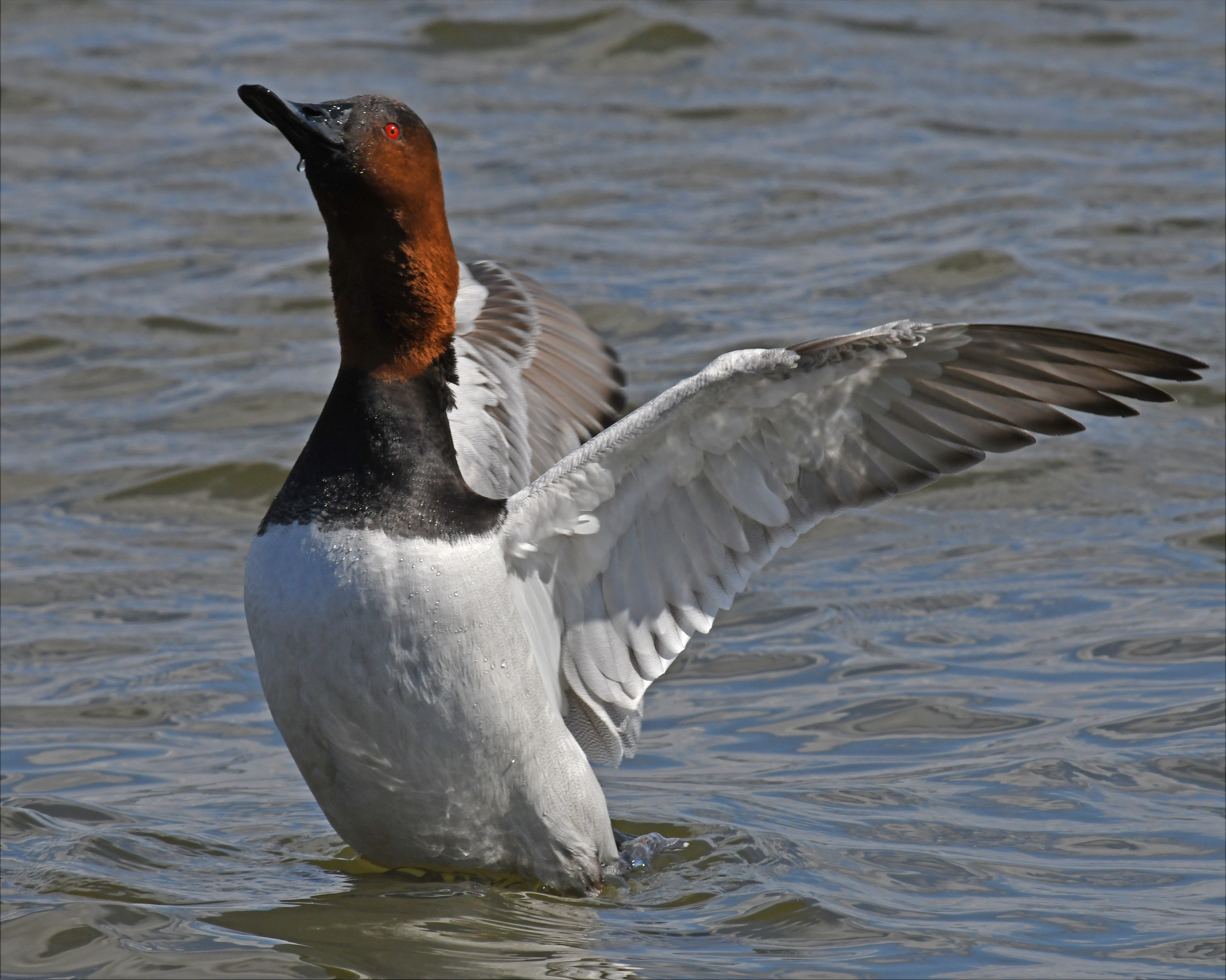
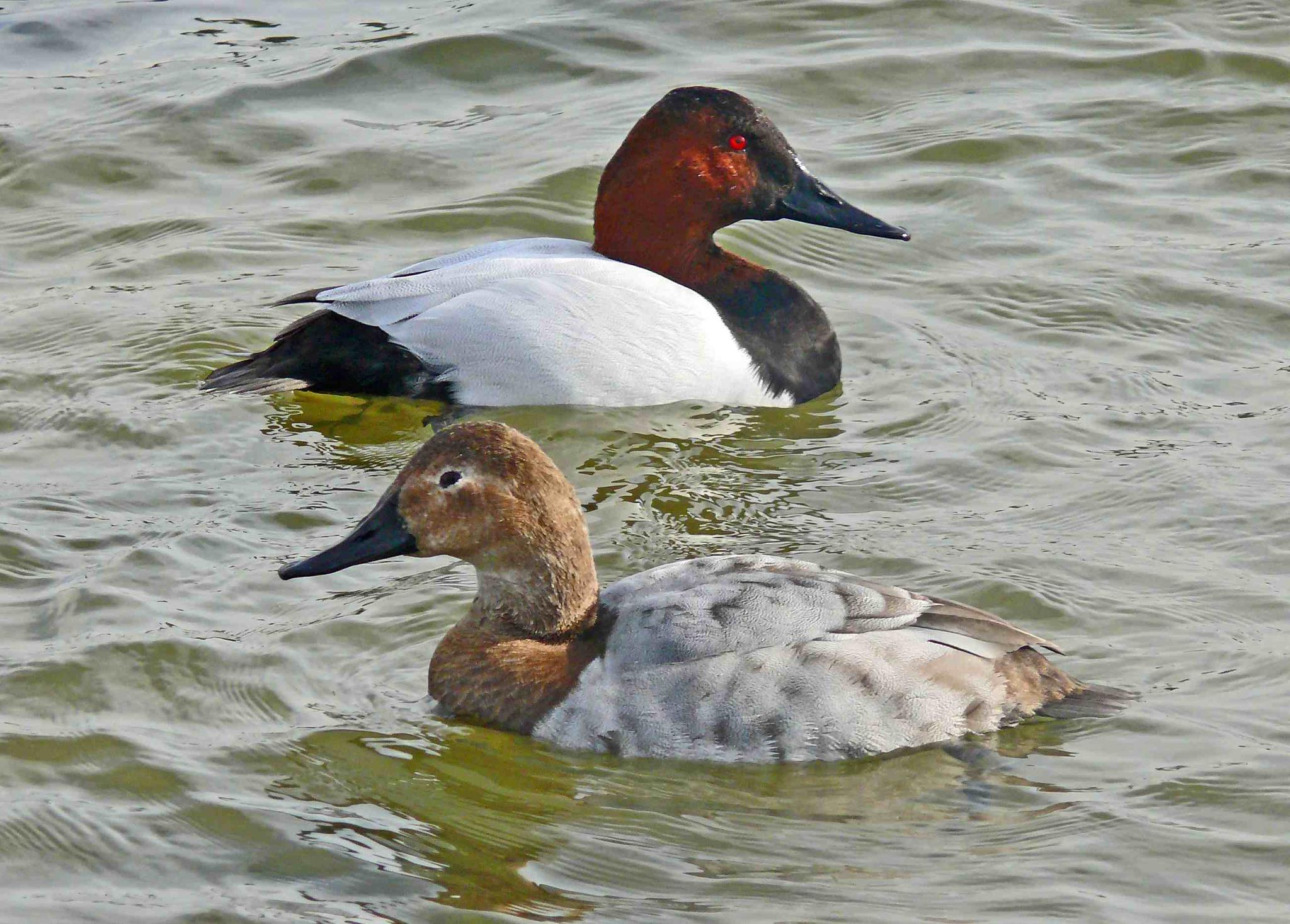
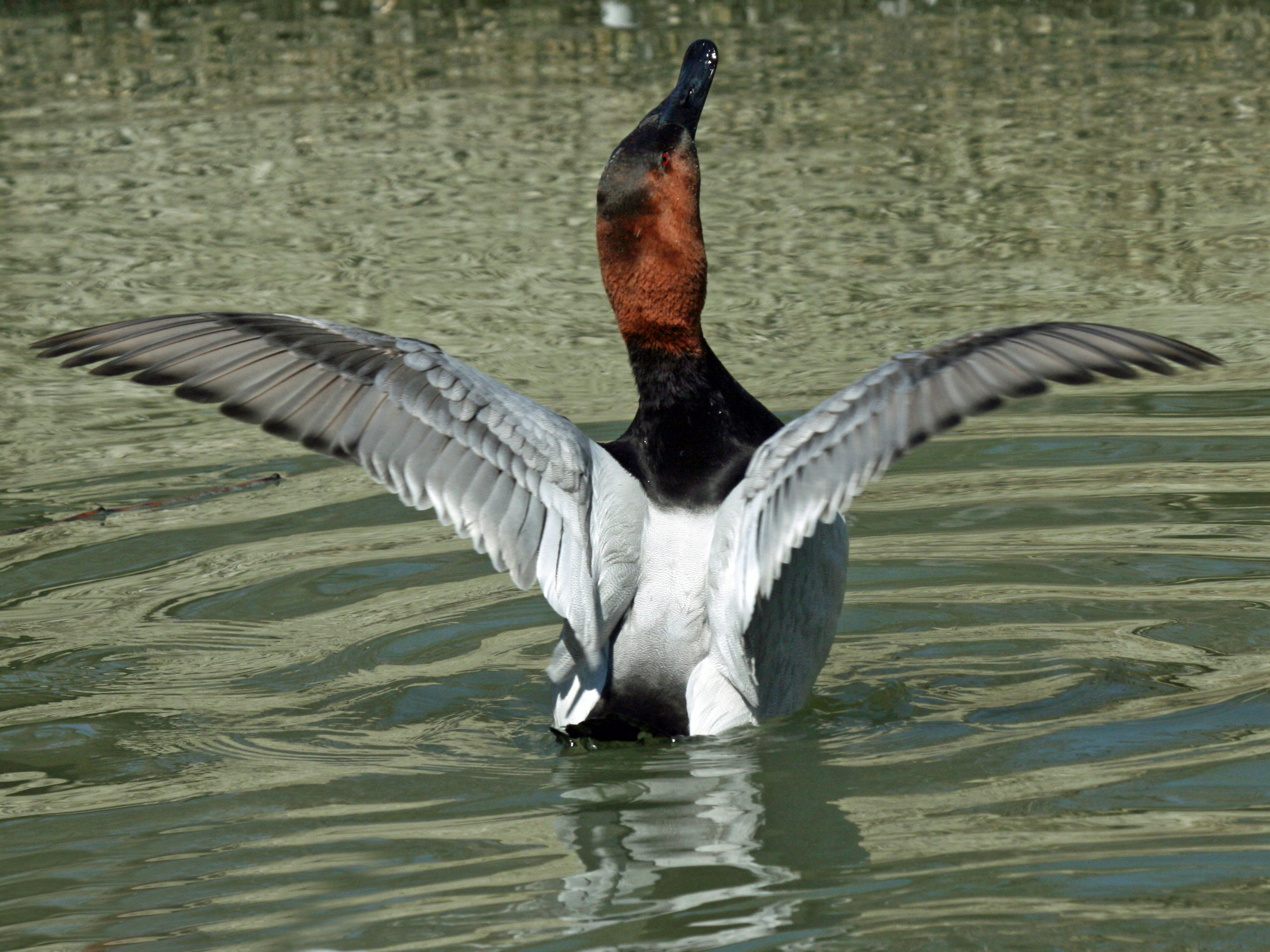